# Arnold Naudain

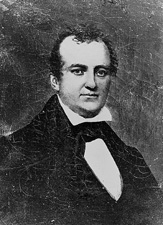
Arnold Naudain

Arnold Snow Naudain (* 6. Januar 1790 bei Dover, Delaware; † 4. Januar 1872 in Odessa, Delaware) war ein US-amerikanischer Politiker (Whig Party), der den Bundesstaat Delaware im US-Senat vertrat.
Im Jahr 1806 machte Arnold Naudain seinen Abschluss am College of New Jersey, der späteren Princeton University. Danach studierte er Medizin an der University of Pennsylvania, graduierte 1810 und begann als Arzt in seinem Heimatort Dover zu praktizieren. Während des Britisch-Amerikanischen Krieges war er leitender Arzt (Surgeon General) der Miliz von Delaware.
Von 1817 bis 1818 saß Naudain als Abgeordneter im Repräsentantenhaus von Delaware; im Jahr 1826 wurde er erneut in diese Parlamentskammer gewählt und wurde deren Speaker. Ab dem 7. Januar 1830 gehörte er dem US-Senat an, in den ihn die Staatslegislative als Nachfolger des zurückgetretenen Louis McLane gewählt hatte. Dort verblieb Naudain bis zu seiner eigenen Mandatsniederlegung am 16. Juni 1836. Während dieser Zeit war er unter anderem Vorsitzender des Committee of Claims. Zu Beginn der Amtsperiode zählte Naudain zu den Nationalrepublikanern; später trat er den Whigs bei.
Den vorzeitigen Abschied aus dem Senat verfehlte Arnold Naudain nur knapp, als er im Jahr 1832 für das Amt des Gouverneurs kandidierte. Er erhielt 4166 Stimmen, sein demokratischer Gegner Caleb P. Bennett 4220. Noch während seiner Zeit als Senator fungierte er von 1833 bis 1835 auch als Kurator des Newark College, der späteren University of Delaware. Er trat zurück, weil er als aktiver Presbyterianer Einwände dagegen hatte, dass die Hochschule von Erlösen einer staatlichen Lotterie partizipiert, die Mehrheit des Kuratoriums sich jedoch dafür aussprach, diese weiterhin anzunehmen.
Nach seinem Rücktritt war er als Staatssenator von 1836 bis 1839 auch weiterhin politisch tätig. Später fungierte Naudain von 1841 bis 1845 als Leiter der Zollbehörde von Wilmington (Collector of the port), ehe er nach Philadelphia umzog, wo er wieder als Arzt arbeitete. Er war Freimaurer und zeitweise Großmeister der Großloge von Delaware.